# Championnat d'Europe de futsal 1999
Navigation
Cordoue 1996 Moscou 2001
L'Euro de futsal 1999 est la seconde édition du Championnat d'Europe de futsal, la première sous ce nom après le tournoi de futsal de l'UEFA 1996. Il s'agit d'une compétition organisée par l'Union des associations européennes de football (UEFA) et rassemblant les meilleures sélections nationales masculines européennes de la discipline. Le tournoi se déroule du 8 au 14 janvier 1996 au Palacio Municipal de Deportes de Granada en Espagne.
En fin d'année 1995, les sélections nationales de 24 pays participent à une phase de qualification, dans le but de désigner les sept équipes pouvant prendre part au tournoi final en compagnie de l'Espagne, qualifiée d'office en tant que pays organisateur et tenant du titre.
La compétition est remportée par la Russie, après une victoire en finale contre l'équipe du pays hôte. L'Italie prend la troisième place.
Le russe Konstantin Eremenko termine meilleur buteur de la compétition pour la seconde fois consécutive et reçoit le titre de meilleur joueur.

## Organisation

### Équipes qualifiées
Fin 1998, 24 sélections nationales de futsal prennent part aux qualifications. Celles-ci sont composées de sept groupes de trois ou quatre équipes dont seuls les vainqueurs se joignent au pays hôte qualifié d'office, l'Espagne, pour la phase finale.
| Performance 1996 | Équipe nationale | Mode de qualification | Nombre de participation |
| ---------------- | ---------------- | --------------------- | ----------------------- |
| vainqueur        | Espagne T        | hôte                  | 1 (1996)                |
| finaliste        | Russie           | vainqueur du groupe A | 1 (1996)                |
| troisième        | Belgique         | vainqueur du groupe B | 1 (1996)                |
| quatrième        | Italie           | vainqueur du groupe F | 1 (1996)                |
| groupe           | Pays-Bas         | vainqueur du groupe C | 1 (1996)                |
| -                | Portugal         | vainqueur du groupe G | 0 (début)               |
| -                | Yougoslavie      | vainqueur du groupe D | 0 (début)               |
| -                | Croatie          | vainqueur du groupe E | 0 (début)               |

### Ville et salle retenues

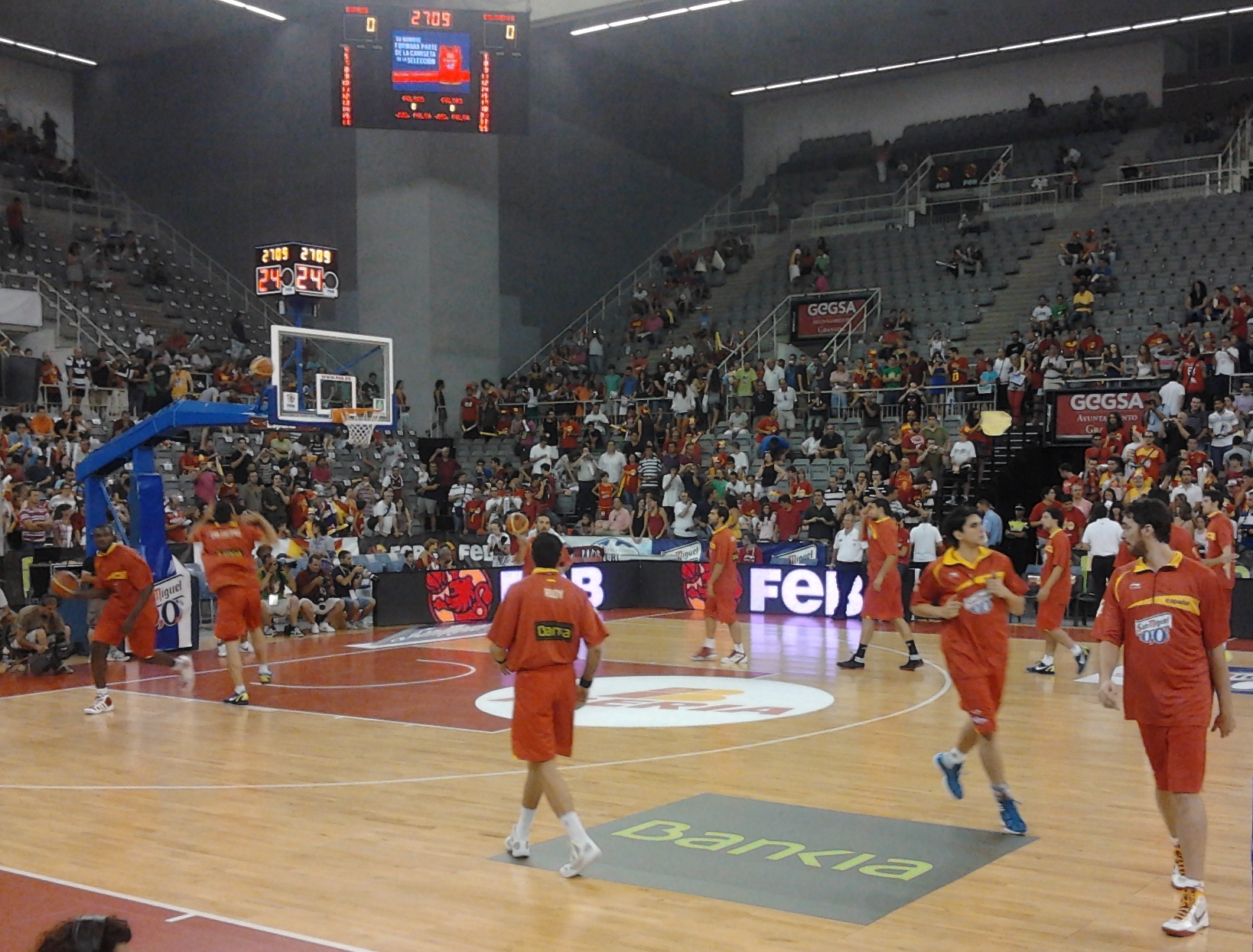
Palacio de deportes lors d'un match de basket-ball en 2011.

Les matches ont lieu au Palacio Municipal de Deportes de Granada.

### Format
Les deux meilleures équipes de chacun des deux groupes joués en tournoi toutes rondes se qualifient pour les demi-finales de la phase à élimination directe.                       
Les matchs sont dirigés par deux arbitres.

### Tirage au sort
La Russie et l'Espagne sont placées comme tête de série sur la base de leurs performances aux Championnats du monde de la FIFA 1996.

## Phase de groupes

### Groupe A
Les Espagnols se hissent en demi-finale en disposant dans le Groupe A des Pays-Bas, de la Croatie et de la Yougoslavie. La victoire néerlandaise 8-3 sur la Croatie lors du dernier match leur offre la qualification en demi-finale.
| Rang | Équipe      | Pts | J | G | N | P | Bp | Bc | Diff |
| ---- | ----------- | --- | - | - | - | - | -- | -- | ---- |
| 1    | Espagne T   | 9   | 3 | 3 | 0 | 0 | 11 | 3  | +8   |
| 2    | Pays-Bas    | 4   | 3 | 1 | 1 | 1 | 10 | 7  | +3   |
| 3    | Croatie     | 3   | 3 | 1 | 0 | 2 | 8  | 14 | -6   |
| 4    | Yougoslavie | 1   | 3 | 0 | 1 | 2 | 5  | 10 | -5   |

| 22 février 1999 | Croatie                                  | 4 – 3 | Yougoslavie                              |                              |                              |
|                 | Martić 2e · Jelovčić 25e 34e · Eklić 26e |       | 5e Vujović · 7e Ćetković · 38e Vignjević | Palacio de Deportes, Grenade | Palacio de Deportes, Grenade |

| 22 février 1999 | Espagne                         | 3 – 1 | Pays-Bas          |                              |                              |
|                 | Ferreira 23e · Llorente 34e 39e |       | 31e Langenhuijsen | Palacio de Deportes, Grenade | Palacio de Deportes, Grenade |

| 23 février 1999 | Pays-Bas     | 1 – 1 | Yougoslavie |                              |                              |
|                 | Lettinck 16e |       | 21e Pržulj  | Palacio de Deportes, Grenade | Palacio de Deportes, Grenade |

| 23 février 1999 | Espagne                            | 3 – 1 | Croatie       |                              |                              |
|                 | Llorente 5e · Joan 23e · Santi 31e |       | 35e Malvasija | Palacio de Deportes, Grenade | Palacio de Deportes, Grenade |

| 25 février 1999 | Pays-Bas                                                                                       | 8 – 3 | Croatie                               |                              |                              |
|                 | Zeelig 3e 32e · Lettinck 5e · Frankfort 7e · Langenhuijsen 8e 14e · Van Dijk 9e · Grünholz 35e |       | 6e Grdović · 36e Huskić · 37e Tomičić | Palacio de Deportes, Grenade | Palacio de Deportes, Grenade |

| 25 février 1999 | Yougoslavie | 1 – 5 | Espagne                                               |                              |                              |
|                 | Pržulj 35e  |       | 24e Pato · 26e 29e Llorente · 32e Riquer · 37e Cobeta | Palacio de Deportes, Grenade | Palacio de Deportes, Grenade |

### Groupe B
Les Russes sont invaincus dans un Groupe B comprenant l'Italie, le Portugal et la Belgique.
| Rang | Équipe   | Pts | J | G | N | P | Bp | Bc | Diff |
| ---- | -------- | --- | - | - | - | - | -- | -- | ---- |
| 1    | Russie   | 7   | 3 | 2 | 1 | 0 | 11 | 5  | +6   |
| 2    | Italie   | 5   | 3 | 1 | 2 | 0 | 8  | 6  | +2   |
| 3    | Portugal | 2   | 3 | 0 | 2 | 1 | 4  | 6  | -2   |
| 4    | Belgique | 1   | 3 | 0 | 1 | 2 | 1  | 7  | -6   |

| 22 février 1999 | Belgique | 0 – 0 | Portugal |                                                |
|                 |          |       |          | Palacio de Deportes, Grenade Spectateurs : 700 |

| 22 février 1999 | Russie                        | 3 – 3 | Italie                                 |                              |                              |
|                 | Gorine 13e · Eremenko 19e 35e |       | 35e Caleca · 36e Quattrini · 39e Rubei | Palacio de Deportes, Grenade | Palacio de Deportes, Grenade |

| 23 février 1999 | Italie                                   | 3 – 3 | Portugal                   |                              |                              |
|                 | Veronesi 15e · Rubei 25e · Quattrini 32e |       | 10e 26e Nelito · 36e André | Palacio de Deportes, Grenade | Palacio de Deportes, Grenade |

| 23 février 1999 | Russie                                                      | 5 – 1 | Belgique    |                              |                              |
|                 | Belyi 17e · Agafonov 28e · Eremenko 37e 40e · Alekberov 37e |       | 26e Gessner | Palacio de Deportes, Grenade | Palacio de Deportes, Grenade |

| 25 février 1999 | Portugal   | 1 – 3 | Russie                        |                              |                              |
|                 | Zezito 30e |       | 9e 23e Eremenko · 12e Tkachuk | Palacio de Deportes, Grenade | Palacio de Deportes, Grenade |

| 25 février 1999 | Italie               | 2 – 0 | Belgique |                              |                              |
|                 | Rubei 13e · Roma 37e |       |          | Palacio de Deportes, Grenade | Palacio de Deportes, Grenade |

## Phase à élimination directe

### Tableau
|  | Demi-finales | Demi-finales |                        |         | Finale | Finale |
|  | Demi-finales | Demi-finales |                        |         | Finale | Finale |
|  |              |              |                        |         |        |        |
|  |              |              |                        |         |        |        |
|  |              |              |                        |         |        |        |
|  | Russie       | 9            |                        |         |        |        |
|  | Russie       | 9            |                        |         |        |        |
|  | Pays-Bas     | 6            |                        |         |        |        |
|  | Pays-Bas     | 6            | Russie                 | 3 tab 4 |        |        |
|  |              |              | Russie                 | 3 tab 4 |        |        |
|  |              | Espagne T    | 3 tab 2                |         |        |        |
|  | Espagne T    | Espagne T    | 3 tab 2                | 3       |        |        |
|  | Espagne T    |              |                        | 3       |        |        |
|  | Italie       | 1            |                        |         |        |        |
|  | Italie       | 1            | Match pour la 3e place |         |        |        |
|  |              |              |                        |         |        |        |
|  |              |              |                        |         |        |        |
|  |              |              |                        |         |        |        |
|  | Pays-Bas     | 0            |                        |         |        |        |
|  | Pays-Bas     | 0            |                        |         |        |        |
|  | Italie       | 3            |                        |         |        |        |
|  | Italie       | 3            |                        |         |        |        |

### Demi-finales
En demi-finales, l'Espagne bat l'Italie (3-1) alors que la Russie se défait des Pays-Bas (9-6).
| 22 février 1999 | Russie                                                                                        | 9 - 6 | Pays-Bas                                         |                                                                    |                                                                    |
| 18:30           | Gorin 2'01' · Eremenko 6e 37e 37e 40e · Markin 16e 23e · Alekberov 21'06' · Verižnikov 26'08' | (3-2) | 17e 35e Grünholz · 18e 33e 39e 40e Langenhuijsen | Palacio Municipal de Deportes de Granada Arbitrage : Stefan Tivold | Palacio Municipal de Deportes de Granada Arbitrage : Stefan Tivold |
| 18:30           | rapport                                                                                       |       |                                                  | Palacio Municipal de Deportes de Granada Arbitrage : Stefan Tivold | Palacio Municipal de Deportes de Granada Arbitrage : Stefan Tivold |

| 22 février 1999 | Espagne T                         | 3 - 1 | Italie         |                                                                    |                                                                    |
| 20:30           | J. Linares 4e 27e · Arnaldo 5'02' | (2-0) | 22'03' Franzoi | Palacio Municipal de Deportes de Granada Arbitrage : Euvezin Amler | Palacio Municipal de Deportes de Granada Arbitrage : Euvezin Amler |
| 20:30           | rapport                           |       |                | Palacio Municipal de Deportes de Granada Arbitrage : Euvezin Amler | Palacio Municipal de Deportes de Granada Arbitrage : Euvezin Amler |

### Matchs pour la3eplace
| 26 février 1999 | Pays-Bas | 0 - 3 | Italie                                     |                                                                              |                                                                              |
| 11:00           |          | (0-1) | 13'01' Caleca · 20'02' Roma · 36'03' Rubei | Palacio Municipal de Deportes de Granada Arbitrage : Pedro Ángel Galán Nieto | Palacio Municipal de Deportes de Granada Arbitrage : Pedro Ángel Galán Nieto |
| 11:00           | rapport  |       |                                            | Palacio Municipal de Deportes de Granada Arbitrage : Pedro Ángel Galán Nieto | Palacio Municipal de Deportes de Granada Arbitrage : Pedro Ángel Galán Nieto |

### Finale
La finale s'emballe en seconde période avec quatre buts en 88 secondes qui voit les protagonistes finir la partie à 3-3. Deux arrêts du gardien russe, Oleg Denissov, et un sans-faute de ses coéquipiers, permettent à la Russie de décrocher son premier titre européen grâce au tir au but victorieux de Konstantin Eremenko lors de la séance fatale aux hôtes espagnols.
| 26 février 1999 | Russie | 3 - 3 4 - 2 t. a. b. | Espagne T |                                                                              |                                                                              |
| 13:00           | Belyj 27'02' · Alekberov 33'03' · Eremenko 34'05'                                                         | (0-1, 3-3, 3-3)      | 9e 36e Lorente · 34'04' Sánchez | Palacio Municipal de Deportes de Granada Arbitrage : Martinus Van Den Becker | Palacio Municipal de Deportes de Granada Arbitrage : Martinus Van Den Becker |
| 13:00           | rapport                                                                                                   |                      | | Palacio Municipal de Deportes de Granada Arbitrage : Martinus Van Den Becker | Palacio Municipal de Deportes de Granada Arbitrage : Martinus Van Den Becker |
| 13:00           | Gorin · Verižnikov · Alekberov · Eremenko                                                                 | Tirs au but 4 - 2    | Arnaldo · Riquer · Pato · J. Linares ·                                                                                                   | Palacio Municipal de Deportes de Granada Arbitrage : Martinus Van Den Becker | Palacio Municipal de Deportes de Granada Arbitrage : Martinus Van Den Becker |
| 13:00           | Denissov , Samokhine - Eremenko, Agafonov, Verižnikov, Alekberov, Abianov, Markia, Gorin, Belyj, Chuganov | Équipes              | Clavería Domínguez , Tarodo - García Mera, Herrera Amor, A. Linares, Rodriguez, Martínez Bas, J. Linares, Pato, Lorente, Sánchez, Riquer | Palacio Municipal de Deportes de Granada Arbitrage : Martinus Van Den Becker | Palacio Municipal de Deportes de Granada Arbitrage : Martinus Van Den Becker |

## Classements et récompense

### Classement final
| rang      | Équipe      | Pts    | MJ | G | N | P | Bp | Bc | Diff. |
| --------- | ----------- | ------ | -- | - | - | - | -- | -- | ----- |
| champion  | Russie      | 11 pts | 5  | 3 | 2 | - | 23 | 14 | +9    |
| finaliste | Espagne T   | 13 pts | 5  | 4 | 1 | - | 17 | 7  | +10   |
| troisième | Italie      | 8 pts  | 5  | 2 | 2 | 1 | 12 | 9  | +3    |
| 4e        | Pays-Bas    | 4 pts  | 5  | 1 | 1 | 3 | 16 | 19 | -3    |
| 5e        | Croatie     | 3 pts  | 3  | 1 | - | 2 | 8  | 14 | -6    |
| 6e        | Portugal    | 2 pts  | 3  | - | 2 | 1 | 4  | 6  | -2    |
| 7e        | Yougoslavie | 1 pt   | 3  | - | 1 | 2 | 5  | 10 | -5    |
| 8e        | Belgique    | 1 pt   | 3  | - | 1 | 2 | 1  | 7  | -6    |

### Meilleurs buteurs
| Rang | Nom                  | Buts |
| ---- | -------------------- | ---- |
| 1    | Konstantin Eremenko  | 11   |
| 2    | Pascal Langenhuijsen | 7    |
| -    | Javier Lorente Penas | 7    |

### Meilleur joueur
Lors du premier Euro de l'UEFA, Konstantin Eremenko marque deux fois lors des matches de groupe. Il trouve ensuite le chemin des filets à quatre reprises en la demi-finale face aux Pays-Bas (9-6). Eremenko marque un but puis le tir au but victorieux en finale contre l'Espagne et totalise onze buts sur le tournoi, un record qui tient encore en 2022. La Russie remporte le tournoi et Eremenko est élu Golden player du tournoi.